# 攀枝花脊蛇
攀枝花脊蛇（学名：Achalinus panzhihuaensis），一种于中华人民共和国四川省攀枝花市盐边县发现的爬行动物，隶属于闪皮蛇科脊蛇属。其种加词“panzhihuaensis”意为“攀枝花的”。

## 保护
本种于2023年被收录入《有重要生态、科学、社会价值的陆生野生动物名录》。